# كوينتون جيفرسون
كوينتون جيفرسون (بالإنجليزية: Quinton Jefferson) هو لاعب كرة قدم أمريكية أمريكي، ولد في 31 مارس 1993 في بيتسبرغ في الولايات المتحدة.

## وصلات خارجية
- كوينتون جيفرسون على موقع مرجع كرة القدم المحترفة.كوم (الإنجليزية)